# Ballico, California
Ballico, California (енгл. Ballico) насељено је место без административног статуса у америчкој савезној држави Калифорнија.

## Демографија
По попису из 2010. године број становника је 406.
| Група             | 2000.    | 2010.       |
| Белци             | 0 (0,0%) | 175 (43,1%) |
| Афроамериканци    | 0 (0,0%) | 2 (0,5%)    |
| Азијати           | 0 (0,0%) | 11 (2,7%)   |
| Хиспаноамериканци | 0 (0,0%) | 210 (51,7%) |
| Укупно            | 0        | 406         |